# PearPC
PearPC är ett fritt program som emulerar PowerPC-processorer. Programmet gör det möjligt att köra Mac OS på en PC. Programmet är under utveckling och det finns det inga garantier för att det fungerar fullt ut.
Ett liknande program, CherryOS, har anklagats för att bara vara en kopia av PearPC.

## Fler operativsystem som kan emuleras
- Mandrake Linux 9.1 for PPC installer: Funkar bra
- Mandrake Linux 9.1 for PPC: Svår att starta, men funkar bra sedan.
- Darwin for PPC: Funkar bra
- Mac OS X 10.3: Funkar bra, men...
- OpenBSD for PPC: Kraschar vid start
- NetBSD for PPC: Kraschar vid start
- AIX for PPC